# Буян (бухта)
Буя́н — бухта на юго-западе Берингова моря, в северо-восточной части острова Беринга в составе Командорских островов.

## География
В бухте находится устье реки Буян. На севере ограничена мысом Богородский, за ним расположена бухта Большая Буяновская, южнее — мыс Буян (Буяновский Риф) и бухта Никитинская Шайба.
Средняя величина прилива — 1,3 метра, наибольшая глубина — 4 метра.
На берег бухты река вымывает из палеогеновых базальтовых лав самоцветы — опалы, агаты, яшмы и халцедоны.
Входит в состав национального парка «Командорские острова».